# René Capitant
René Marie Alphonse Charles Capitant (La Tronche, 19 augustus 1901 - Suresnes, 23 mei 1970) was een Frans gaullistisch politicus.

## Biografie
René Capitant werd geboren in La Tronche, departement Isère. Hij was de zoon van de jurist Henri Capitant (1865-1937). René Capitant volgde onderwijs aan het prestigieuze Lycée-Henri-IV in Parijs. Hierna studeerde hij rechten aan de Universiteit van Parijs.
René Capitant werd in 1930 hoogleraar in de rechtswetenschappen aan de Universiteit van Straatsburg. In hetzelfde jaar trad hij toe tot het Comité de Vigilance des Intellectuels Antifascistes (Comité van Waakzaamheid van Antifascistische Intellectuelen).

## Tweede Wereldoorlog
René Capitant werd geraakt door de oproep van 18 juni 1940 van generaal Charles de Gaulle, waarin de laatste verklaarde dat de Fransen de strijd tegen de Duitsers moesten voortzetten. Als gevolg hiervan richtte hij de verzetsgroep Combat ("Strijd") op in Clermont-Ferrand. Later week hij uit naar Algiers (Algerije) en werd in 1941 hoogleraar in de rechten aan de Universiteit van Algiers. Nadat de Vrije Franse de macht hadden overgenomen in Algerije (8 november 1942) werd Capitant lid van het Comité Français de la Libération Nationale (CFLN, Frans Comité voor de Nationale Bevrijding) en was van 9 november 1943 tot 4 september 1944 commissaris voor Onderwijs van het CFLN.

## Naoorlogse carrière
Na de Bevrijding van Frankrijk was hij van 4 september 1944 tot 21 november 1945 was hij minister van Onderwijs in de Voorlopige Regering van generaal Charles de Gaulle.
Bij de parlementsverkiezingen van 21 oktober 1945 werd hij als lid van de Résistance Démocratique et Socialiste voor het departement Bas-Rhin in de Franse Nationale Vergadering gekozen. Bij de parlementsverkiezingen van 10 november 1946 werd hij voor het departement Seine in Franse Nationale Vergadering gekozen (tot 1951). In 1946 werd Capitant lid van de liberale Union Démocratique et Socialiste de la Résistance (UDSR, Unie van Democraten en Socialisten van het Verzet) en op 20 januari 1946 richtte hij met Louis Vallon de links-Gaullistische Union Gaulliste (Gaullistische Unie) op.
In 1951 werd Capitant hoogleraar in de rechtswetenschappen aan de Universiteit van Parijs en van 1957 tot 1960 was hij directeur van het Handelshuis Frankrijk-Japan.

### Union Démocratique du Travail
In 1958 steunde Capitant de machtsovername van De Gaulle en was hij een van de oprichters van de Union Démocratique du Travail (UDT, Democratische Unie van de Arbeid), een links-Gaullistische partij. In november 1962 werd hij als kandidaat van de Union pour la Nouvelle République-UDT in de Franse Nationale Vergadering gekozen. Als parlementslid gold hij als criticus van premier Georges Pompidou (UNR) die hij te rechts vond.
Van mei tot augustus 1962 was hij commissaris van Juridische en Technische Zaken van het Voorlopige Algerijnse Bewind. Van 1965 tot 1970 was hij lid van de gemeenteraad van Parijs.

## Minister
René Capitant werd op 31 mei 1968 minister van Justitie en Grootzegelbewaarder. Hij diende in die functie in de kabinetten-Pompidou V en Couve de Murville. Nadat president De Gaulle het referendum van 27 april 1969 (bestuurlijke decentralisatie) verloor, diende Capitant zijn ontslag in.
René Capitant overleed op 68-jarige leeftijd, op 23 mei 1970 in Suresnes (departement Hauts-de-Seine).

## Voetnoten
1. ↑  Léonore-database.
2. ↑  Het Comité Français de la Libération Nationale (CFLN) was een soort voorlopige regering van de Vrije Fransen van Charles de Gaulle

- Bibliothèque nationale de France: cb12359792k (data)
- CiNii: DA01362685
- Gemeinsame Normdatei: 11644746X
- International Standard Name Identifier: 0000 0000 8140 7427
- Library of Congress Control Number: n82158271
- Nationale Bibliotheek van Letland: 000071179
- Base Léonore: 19800035/1040/19961
- Bibliotheek van het Japanse parlement: 00520541
- Nationale Bibliotheek van Israël: 987007329734105171
- Nederlandse Thesaurus van Auteursnamen: 070304777
- Réseau des bibliothèques de Suisse occidentale: 02-A003075171
- Système universitaire de documentation: 031776086
- Virtual International Authority File: 61623981
- WorldCat: E39PBJc7QWpY8kvQ4FJGW9c773